# Comuna Kukilnîkî, Halîci
Kukilnîkî (în ucraineană Кукільники) este o comună în raionul Halîci, regiunea Ivano-Frankivsk, Ucraina, formată din satele Kukilnîkî (reședința) și Zahirea Kukilnîțke.

## Demografie
Componența lingvistică a comunei Kukilnîkî
     Ucraineană (99,9%)
     Alte limbi (0,1%)
Conform recensământului din 2001, majoritatea populației comunei Kukilnîkî era vorbitoare de ucraineană (99,9%), existând în minoritate și vorbitori de alte limbi.